# Uğur Güneş
Uğur Güneş (Ankara, 10 novembre 1987) è un attore turco, noto per aver interpretato il ruolo di Yılmaz Akkaya nella serie Terra amara (Bir Zamanlar Çukurova).

## Biografia
Nato nel 1987 ad Ankara (Turchia) e originario della città di Siirt da parte di madre, Uğur Güneş ha un fratello e una sorella. Dopo aver completato l'istruzione primaria e secondaria, ha deciso di iscriversi presso la facoltà di lingue, storia e geografia dell'Università di Ankara, dove al termine degli studi ha conseguito la laurea. Successivamente ha deciso di iscriversi in recitazione presso l'Università di Hacettepe, dove al termine degli studi ha conseguito una seconda laurea.
Nel 2011 ha fatto la sua prima apparizione come attore sul piccolo schermo con il ruolo di Eray nella serie in onda su TRT 1 Yeniden Başla. Nel 2013 ha interpretato il ruolo di Emrah nel film Şeytan-ı Racim diretto da Arkin Aktaç. Nello stesso anno ha ricoperto il ruolo di Serhat nel film Tamam Mıyız? diretto da Cagan Irmak.
Nel 2014 ha interpretato il ruolo di Çetin nella serie in onda su Kanal D e Star TV Urfalıyam Ezelden. Nello stesso anno ha preso parte al cast della serie in onda su Fox Düşler ve Umutlar. Nel 2015 e nel 2016 ha ricoperto il ruolo di Tuğtekin nella serie in onda su TRT 1 Diriliş Ertuğrul. Nel 2016 è entrato a far parte del cast della miniserie storica in onda su TRT 1 Seddülbahir 32 Saat, nel ruolo di Hüseyin. L'anno successivo, nel 2017, ha interpretato il ruolo di Kaymakam Fatih nella serie in onda su Kanal D İsimsizler.
Dal 2018 al 2021 è stato scelto per interpretare il ruolo di Yılmaz Akkaya nella serie in onda su ATV Terra amara (Bir Zamanlar Çukurova), insieme agli attori Hilal Altınbilek, Murat Ünalmış, Vahide Perçin, Kerem Alışık, Bülent Polat, Selin Genç, Aras Şenol e Melike İpek Yalova. Nel 2019 ha ricoperto il ruolo di Cemal Tunalı nel film Cep Herkülü: Naim Süleymanoğlu diretto da Özer Feyzioglu. Nel 2021 e nel 2022 ha interpretato il ruolo di Davut Karaman nella serie in onda su Fox Kanunsuz Topraklar.
Nel 2023 ha ottenuto il ruolo del Capitano di fanteria Ali Banazlı nella serie in onda su TRT 1 Al Sancak. Nello stesso anno ha ricoperto il ruolo di Gazi nel film Serçenin Gözyaşı diretto da Aysun Akyüz e quello di Ali nel film Gün Batımına Birkaç Gün Kala diretto da Yigit Küçükkibar. Nel medesimo anno è stato scritturato per interpretare il ruolo di Selahaddin Eyyubi nella serie in onda su TRT 1 Kudüs Fatihi Selahaddin Eyyubi. Nel 2024 ha recitato nel film Dumlupınar: Vatan Sağolsun diretto da Can Ulkay.

## Filmografia

### Cinema
- Şeytan-ı Racim, regia di Arkin Aktaç (2013)
- Tamam Mıyız?, regia di Cagan Irmak (2013)
- Cep Herkülü: Naim Süleymanoğlu, regia di Özer Feyzioglu (2019)
- Serçenin Gözyaşı, regia di Aysun Akyüz (2023)
- Gün Batımına Birkaç Gün Kala, regia di Yigit Küçükkibar (2023)
- Dumlupınar: Vatan Sağolsun, regia di Can Ulkay (2024)

### Televisione
- Yeniden Başla – serie TV (TRT 1, 2011)
- Benim İçin Üzülme – serie TV, 55 episodi (ATV, 2012)
- Urfalıyam Ezelden – serie TV, 11 episodi (Kanal D, Star TV, 2014)
- Düşler ve Umutlar – serie TV, 5 episodi (Fox, 2014)
- Diriliş Ertuğrul – serie TV, 32 episodi (TRT 1, 2015-2016)
- Seddülbahir 32 Saat – miniserie TV, 4 episodi (TRT 1, 2016)
- İsimsizler – serie TV, 27 episodi (Kanal D, 2017)
- Terra amara (Bir Zamanlar Çukurova) – serie TV, 79 episodi (ATV, 2018-2021)
- Kanunsuz Topraklar – serie TV, 16 episodi (Fox, 2021-2022)
- Al Sancak – serie TV, 19 episodi (TRT 1, 2023)
- Kudüs Fatihi Selahaddin Eyyubi – serie TV (TRT 1, dal 2023)

### Video musicali
- Naim di Eypio, regia di Özer Feyzioglu (2019)

## Doppiatori italiani
Nelle versioni in italiano dei suoi film e delle sue serie TV, Uğur Güneş è stato doppiato da:
- Daniele Raffaeli[37] in Terra amara[38]

## Riconoscimenti
- Golden Lens Award Ceremony
  - 2019: Vincitore del Premio per il miglior trio di serie per Terra amara (Bir Zamanlar Çukurova)[39]
- Golden Palm Awards
  - 2019: Candidato come Miglior attore in una serie televisiva per Terra amara (Bir Zamanlar Çukurova)
- Murex D'Or International, Dubai
  - 2022: Vincitore come Miglior attore turco internazionale
- Premio del ministero della gioventù di Ankara
  - 2016: Vincitore come Miglior attore dell'anno per la serie Diriliş: Ertuğrul[40]
- Young Turkey Summit Academy Awards
  - 2017: Vincitore del Premio speciale della giuria per la serie İsimsizler